# کوکاراچا (فیلم)
کوکاراچا (به گرجی: კუკარაჩა) یک فیلم گرجی به کارگردانی سیکی دولیدزه و کیتی دولیدزه است که در سال ۱۹۸۲ تولید و منتشر شد. این فیلم براساس داستانی از نودار دومبادزه ساخته شده‌است.

## داستان کلی
کوکاراچا یک نظامی در منطقه ای از شهر تفلیس است که در طول دوران خدمتش جان خود را فدا می‌کند تا اصول اخلاقی از بین نرود…